# Uigurisk skrift

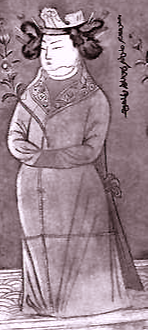
På detta porträtt av en uigurisk prinsessa ses ett exempel på uigurisk skrift i övre högra hörnet.

Uigurisk skrift användes för att skriva det äldre uiguriska språket. Det härstammar från den sogdiska skriften och brukades i  buddhistiska, manikeiska och kristna texter under 700–800 år i Uighuristan. De äldsta kända manuskripten har daterats till 1700-talet. Den uiguriska skriften utgjorde grunden för de mongoliska och manchuiska skriftsystemen.

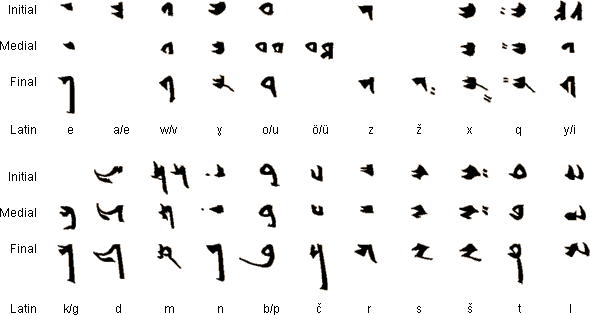
Diagram över det uiguriska alfabetet.